# 헨리흐 므히타랸
헨리흐 함레티 므히타랸(아르메니아어: Հենրիխ Համլետի Մխիթարյան, 아르메니아어 발음: [hɛnˈɾiχ məχitʰɑˈɾjɑn] ( 듣기), 1989년 1월 21일~)은 아르메니아의 축구 선수로 포지션은 미드필더, 윙어이다. 현재 세리에 A의 FC 인테르나치오날레 밀라노 소속이다.
2006년 FC 퓨니크에서 프로 선수 경력을 시작해 아르메니아 프리미어리그 4회 우승을 달성했고 2009년 퓨니크에서 FC 메탈루르흐 도네츠크로 이적했다. 2010년 610만 유로(약 91억 원)로 지역 라이벌 FC 샤흐타르 도네츠크로 이적했고 우크라이나 프리미어리그 2012-13시즌에서 24득점을 기록하며 우크라이나 프리미어리그 역사상 단일 시즌 최다 득점 기록을 경신했고 코만다로부터 2012년 우크라이니 프리미어리그 올해의 선수 상을 받았다.
므히타랸은 우크라이나 프리미어리그에서 3연속 리그와 컵 대회 우승을 달성한 후 2013년 2,750만 유로(약 410억 원)의 이적료로 보루시아 도르트문트로 이적하면서 2013년 기준으로 가장 비싼 이적료를 기록한 아르메니아 축구 선수가 되었다. 그는 2014년 DFL-슈퍼컵에서 우승했고 분데스리가 2015-16시즌에 15 도움을 기록하며 분데스리가 도움왕이 되었고 메수트 외질 다음으로 2015-16 시즌 유럽 리그에서 가장 많은 도움을 기록한 선수가 되었다.
므히타랸은 2016년 3,430만 유로(약 512억 원)의 이적료로 맨체스터 유나이티드 FC로 이적하면서 프리미어리그에서 활동한 첫 번째 아르메니아인이 되었다. 그는 맨체스터 유나이티드 소속으로 FA 커뮤니티 실드에서 우승했고 2017 UEFA 유로파리그 결승전에서 득점을 기록하며 맨체스터 유나이티드의 2016-17시즌 UEFA 유로파리그 우승에 기여했다. 2018년 1월 알렉시스 산체스와의 상호 이적으로 맨체스터 유나이티드에서 아스널 FC로 이적했고 2019년 아스널에서 AS 로마로 1시즌 동안 임대를 간 후 2020년 아스널과의 계약을 해지하고 로마로 이적했다. 그는 2022년 로마에서 FC 인테르나치오날레 밀라노로 이적했다.
므히타랸은 아르메니아 축구 국가대표팀의 역대 국제 A매치 최다 득점자이다. 아르메니아 축구 연령별 국가대표팀을 거친 후 2007년 아르메니아 축구 국가대표팀에 데뷔했다. 그는 2022년 대표팀 은퇴를 발표하기 전까지 대표팀에서 95경기에 출전해 32득점을 기록하며 2024년 10월 기준으로 아르메니아 대표팀 역대 최다 득점자와 대표팀에서 해트트릭을 기록한 첫 번째 선수 기록을 가지고 있다. 그는 2024년 10월 기준으로 아르메니아 올해의 축구 선수에 총 11번 선정되었고 2012년과 2013년 독립국가연합 올해의 축구 선수로 선정되며 상을 받은 첫 번째 아르메니아인 축구 선수가 되었다.

## 구단 경력

### FC 퓨니크
2006년 고향팀인 FC 퓨니크에서 본격적인 프로 선수 생활을 시작했고 2009 시즌까지 공식전 87경기 35골을 폭격하며 리그 4회 연속 우승(2006, 2007, 2008, 2009), 2006년 아르메니아컵 준우승, 2회 연속 아르메니아컵 4강(2007, 2008), 2009년 아르메니아컵 우승, 아르메니아 슈퍼컵 2회 연속 우승(2007, 2008) 및 1회 준우승(2009) 등의 화려한 업적을 달성했다.

### 메탈루르흐 도네츠크
2009 시즌 종료 후 우크라이나 프리미어리그 소속팀인 메탈루르흐 도네츠크로 트레이드되어 2009-10 시즌 공식전 37경기 14골로 팀의 2009-10 우크라이나컵 준우승을 이끌어내며 주목을 받기 시작했고 2010-11 시즌에서도 리그 8경기 3골을 터뜨리며 활약하던 도중 2010-11 시즌 겨울 이적 시장에서 약 80억원의 이적료에 같은 지역 연고팀이자 같은 리그 최강팀인 샤흐타르 도네츠크의 유니폼으로 갈아입었다.

### 샤흐타르 도네츠크
겨울 이적 시장을 통해 샤흐타르 도네츠크 유니폼으로 갈아입은 후 2012-13 시즌까지 공식전 106경기 44골 23어시스트의 눈부신 활약으로 리그 3회 연속 우승(2010-11, 2011-12, 2012-13), 컵대회 3회 연속 우승(2010-11, 2011-12, 2012-13), 2011년 우크라이나 슈퍼컵 준우승, 2012년 우크라이나 슈퍼컵 우승, 2012-13년 UEFA 챔피언스리그 16강 진출 등에 기여했으며 특히 2012-13 시즌에서는 공식전 42경기에서 무려 29골을 터뜨리며 리그 득점왕(25골)까지 거머쥐었다.

### 보루시아 도르트문트
2시즌반 동안 샤흐타르에서 화려한 전성기를 보낸 이후 2013-14 시즌을 앞두고 독일 분데스리가의 명문 보루시아 도르트문트로 이적 후 2015-16 시즌까지 공식전 140경기 41골 49어시스트로 리그 2회 준우승(2013-14, 2015-16), DFB-포칼 3회 연속 준우승(2013-14, 2014-15, 2015-16), 2013-14년 UEFA 챔피언스리그 8강 진출, DFL-슈퍼컵 2014 우승 등에 기여하면서 도르트문트의 공격의 핵심으로 맹활약을 펼쳤다.

### 맨체스터 유나이티드
2015-16 시즌을 마친 뒤 잉글랜드 프리미어리그의 명문 맨체스터 유나이티드로 둥지를 튼 이후 2016-17 시즌 리그에서는 24경기 단 4골에 그치며 부진의 늪에 빠지기도 했지만 2016-17년 UEFA 유로파리그에서는 11경기 6골로 맨유의 사상 첫 유로파리그 우승의 1등 공신으로 자리매김하면서 유럽 클럽 대항전에서 우승을 차지한 최초의 아르메니아 선수가 되었다.
그러나 2017-18 시즌에서는 리그와 컵대회 등에서 이렇다할 활약을 펼치지 못한 채 부진의 늪에 빠졌고 결국 팀내 입지까지 좁아지면서 시즌 중반까지 공식전 22경기 2골에 그친 후 맨유와 결별 수순을 밟았다.

### 아스널 FC
맨유와 결별 수순을 밟은 이후 2017-18 시즌 중반 아스널 FC 로 이적하여 그나마 2017-18년 UEFA 유로파리그에서는 6경기에 출전하여 팀을 4강으로 올려놓은 뒤 2018-19년 UEFA 유로파리그에서도 무려 11경기에 출전하며 팀을 결승까지 올려놓았지만 하필 결승전 장소가 자신의 조국 아르메니아의 앙숙인 아제르바이잔의 바쿠 올림픽 경기장으로 결정되면서 결국 안전상의 문제로 결승전에는 출전하지 못했다.
이렇듯 유로파리그에서는 활약을 펼쳤지만 이를 제외하고는 리그와 컵대회에서는 이렇다할 활약이 없었고 경기력도 상당히 저하되면서 결국 2019-20 시즌 초반까지 공식전 59경기 9골의 기록을 남긴 채 이탈리아 세리에 A의 AS 로마로 임대 이적을 떠났다.

### AS 로마
2019-20 시즌 초반 로마로 임대 이적한 뒤에도 부상과 복귀를 반복하기도 했지만 해당 시즌 공식전 27경기 9골의 준수한 활약으로 로마의 공격을 이끌었고 2019-20 시즌 종료 후 아스널과 상호 계약 해지에 합의한 뒤 로마로 완전 이적을 확정지었다.
그 후 2021-22 시즌까지 공식전 90경기 20골로 2020-21년 UEFA 유로파리그 4강, 2021-22년 UEFA 유로파컨퍼런스리그 우승 등에 기여하며 로마의 핵심 미드필더로서의 역할을 잘 수행했다.

### 인테르
2022-23 시즌을 앞두고 같은 이탈리아 세리에 A의 인테르 밀란의 유니폼으로 갈아입었다.

## 국가대표팀 경력

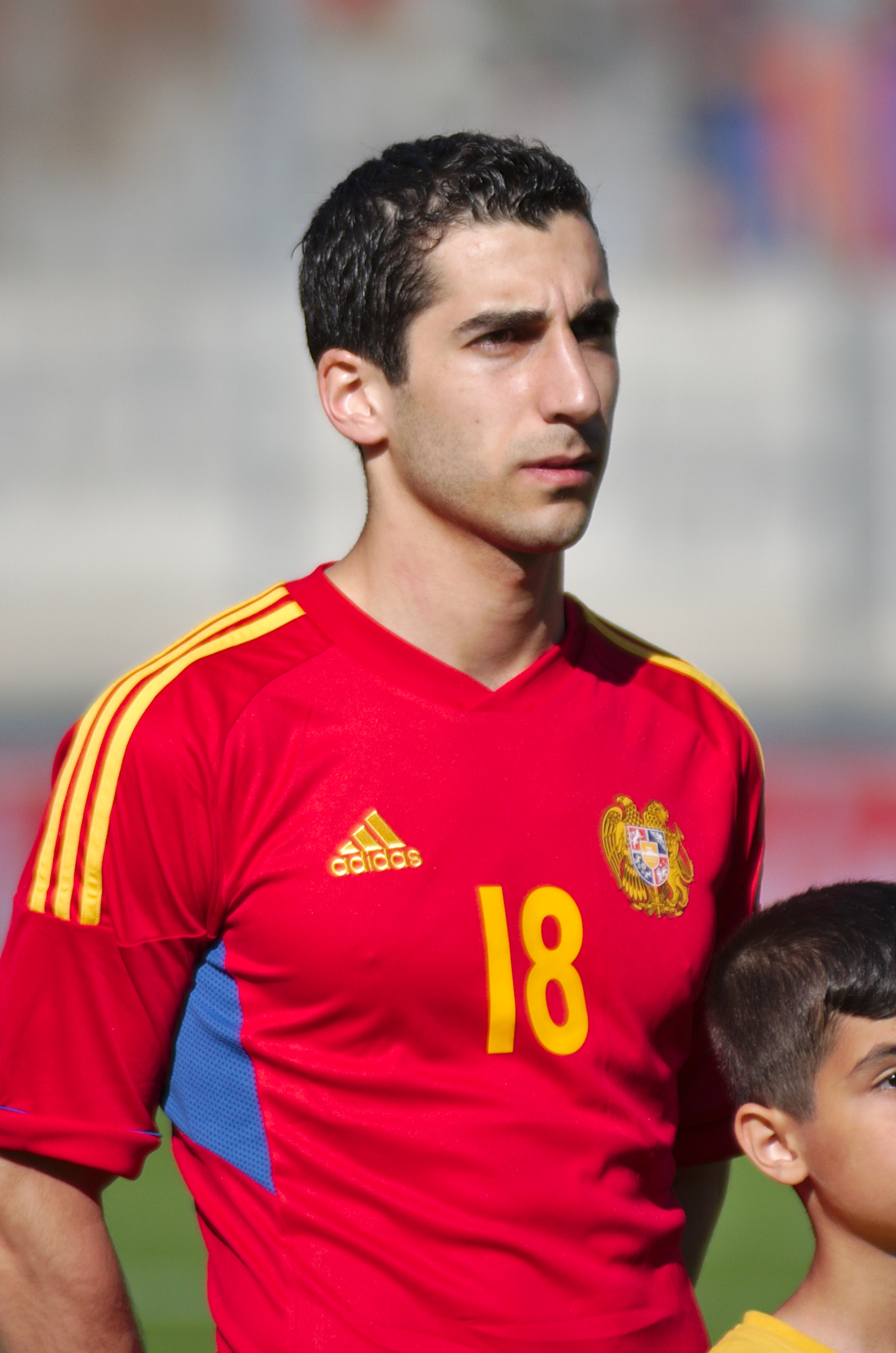
2014년 알제리와의 친선 경기 당시의 므히타랸

### 청소년 대표팀
2006년부터 2010년까지 아르메니아 연령별 대표팀(U-17, U-19, U-21)에서 24경기 11골을 터뜨렸고 특히 2008년부터 2010년까지 U-21 대표팀 소속으로 13경기 9골을 터뜨리며 현재까지 아르메니아 U-21 대표팀 최다 득점 기록을 보유하고 있다.

### 성인 대표팀
2007년 1월 14일 파나마와의 친선 경기에서 아르메니아 A대표팀에서의 국제 A매치 첫 경기를 치른 뒤 2009년 3월 28일 에스토니아와의 2010년 FIFA 월드컵 유럽 지역 예선 5조 5차전에서 A매치 데뷔골을 신고했다.
이후 UEFA 유로 2012 예선 B조 10경기에서 6골을 터뜨리며 아르메니아 축구 역사상 유로 대회 예선 역대 최고 성적(5승 2무 3패/22득점·10실점/승점 17점/조 3위)에 기여했고 특히 2010년 FIFA 월드컵 16강 진출팀인 슬로바키아를 상대로 2경기(3차전, 8차전)에서 2골을 터뜨리며 슬로바키아와의 2연전 싹쓸이에 한몫했다.
그 후 2014년 FIFA 월드컵 유럽 지역 예선 B조 10경기에서 단 2골에 그쳤음에도 강호 덴마크와 이탈리아를 상대로 1골씩 터뜨리며 각각 4-0 대승과 2-2 무승부에 기여했고 팀은 비록 4승 1무 5패·조 5위로 예선 탈락했지만 아르메니아 축구 역사상 월드컵 유럽 지역 예선 최다 승점 기록을 경신한 것은 물론 덴마크의 3회 연속 월드컵 본선 진출을 가로막는 등 고춧가루 부대 역할을 제대로 수행했다.
그 이후의 유로 대회 예선 및 월드컵 지역 예선에서는 그다지 좋은 활약을 보여주지 못하다가 북마케도니아와의 2018-19년 UEFA 네이션스리그 D 4조 4차전에서 승부의 쐐기를 박는 결승골을 터뜨리며 차기 시즌 네이션스리그 C 승격에 일조한 뒤 조지아와의 2020-21년 UEFA 네이션스리그 C 2조 3차전에서도 극적인 동점골을 터뜨리며 2022-23년 UEFA 네이션스리그 B 승격까지 이끌어냈으며 2022년 3월 3일 A매치 통산 95경기 32골의 기록을 남기고 국가대표팀 유니폼을 반납했다.

## 개인사
2017년 5월 26일에는 모국인 아르메니아에서 세르지 사르키샨 대통령으로부터 조국공헌훈장 훈장 1급'을 수여받았다.
상트페테르부르크 국제 관계 경제 및 법률 연구소(IVESEP) 경제학 학사 출신으로 모국어인 아르메니아어 뿐만 아니라 영어, 프랑스어, 포르투갈어, 러시아어, 우크라이나어, 독일어 등 6개 국어에 상당히 능통하다.

## 출전 통계
| 구단                | 시즌    | 리그         | 출전 | 득점 | 도움 |
| ------------------- | ------- | ------------ | ---- | ---- | ---- |
| 퓨니크              | 2006    | 프리미어리그 | 12   | 1    |      |
| 퓨니크              | 2007    | 프리미어리그 | 28   | 12   |      |
| 퓨니크              | 2008    | 프리미어리그 | 31   | 9    |      |
| 퓨니크              | 2009    | 프리미어리그 | 16   | 13   |      |
| 메탈루르 도네츠크   | 2009-10 | 프리미어리그 | 37   | 14   | 10   |
| 메탈루르 도네츠크   | 2010-11 | 프리미어리그 | 8    | 3    | 0    |
| 샤흐타르 도네츠크   | 2010-11 | 프리미어리그 | 27   | 4    | 3    |
| 샤흐타르 도네츠크   | 2011-12 | 프리미어리그 | 37   | 11   | 9    |
| 샤흐타르 도네츠크   | 2012-13 | 프리미어리그 | 42   | 29   | 12   |
| 보루시아 도르트문트 | 2013-14 | 분데스리가   | 46   | 13   | 10   |
| 보루시아 도르트문트 | 2014-15 | 분데스리가   | 42   | 5    | 5    |
| 보루시아 도르트문트 | 2015-16 | 분데스리가   | 52   | 23   | 27   |
| 맨체스터 유나이티드 | 2016-17 | 프리미어리그 | 41   | 11   | 5    |
| 맨체스터 유나이티드 | 2017-18 | 프리미어리그 | 22   | 2    | 5    |
| 아스날              | 2017-18 | 프리미어리그 | 17   | 3    | 5    |
| 아스날              | 2018-19 | 프리미어리그 | 38   | 6    | 7    |
| 아스날              | 2019-20 | 프리미어리그 | 3    | 0    | 0    |
| 로마                | 2019-20 | 세리에 A     | 27   | 9    | 6    |
| 로마                | 2020-21 | 세리에 A     | 46   | 15   | 11   |
| 로마                | 2021-22 | 세리에 A     | 44   | 5    | 9    |
| 인테르나치오날레    | 2022-23 | 세리에 A     | 49   | 5    | 2    |
| 인테르나치오날레    | 2023-24 | 세리에 A     | 46   | 2    | 9    |
| 인테르나치오날레    | 2024-25 | 세리에 A     | 53   | 1    | 5    |

## 수상

### 클럽

#### 퓨니크
- 아르메니아 프리미어리그 : 우승 (2006, 2007, 2008, 2009)
- 아르메니아컵 : 우승 (2009)
- 아르메니아 슈퍼컵 : 우승 (2007, 2008)

#### 샤흐타르 도네츠크
- 우크라이나 프리미어리그 : 우승 (2010-11, 2011-12, 2012-13)
- 우크라이나컵 : 우승 (2010-11, 2011-12, 2012-13)
- 우크라이나 슈퍼컵 : 우승 (2012)

#### 보루시아 도르트문트
- DFL-슈퍼컵 : 우승 (2014)

#### 맨체스터 유나이티드
- EFL컵 : 우승 (2016-17)
- UEFA 유로파리그 : 우승 (2016-17)
- FA 커뮤니티 실드 : 우승 (2016)

#### 로마
- UEFA 유로파 컨퍼런스리그 : 우승 (2021-22)

#### 인테르나치오날레
- 이탈리아 세리에 A : 우승 (2023-24)
- 코파 이탈리아 : 우승 (2022-23)
- 수페르코파 이탈리아나 : 우승 (2022, 2023)

### 개인
- 아르메니아 올해의 선수 : 2009, 2011, 2012, 2013, 2014, 2015, 2016, 2017, 2019, 2020, 2023, 2024
- CIS 올해의 선수 : 2012, 2013
- 우크라이나 프리미어리그 올해의 선수 : 2012
- 우크라이나 프리미어리그 시즌 MVP : 2012-13
- 우크라이나 프리미어리그 득점왕 : 2012-13
- 분데스리가 도움왕 : 2015-16
- 분데스리가 올해의 팀 : 2015-16
- VDV 올해의 팀 : 2015-16
- DFB 포칼 득점왕 : 2015-16
- 키커 분데스리가 올해의 선수 : 2015-16
- 분데스리가 이 달의 선수 : 2016년 4월
- UEFA 유로파리그 시즌의 스쿼드 : 2016-17
- 프리미어리그 이 달의 골 : 2016년 12월
- EFL컵 도움왕 : 2016-17
- 맨체스터 유나이티드 올해의 골 : 2016-17 (2016년 12월 27일 vs. 선덜랜드 AFC)

#### 서훈
- 아르메니아 조국공헌 훈장 1등급 (2017)